# André Cailleux
André de Cayeux de Sénarpont (utilizaba en sus libros el seudónimo André Cailleux) (París, 24 de diciembre de 1907 - Saint-Maur-des-Fossés, 27 de diciembre de 1986) fue un geógrafo y geólogo francés, que adquirió fama internacional por sus trabajos relacionados con el estudio microscópico de la morfología de la arena. Es uno de los fundadores de la escuela francesa de planetología, junto con Jean Tricart y Audouin Dollfus.

## Semblanza
Fue el autor de más de 20 tratados y diccionarios y de unas 600 publicaciones científicas relacionadas en su mayoría con la geología, la geofísica, las ciencias de la Tierra y la planetología. En 1997, la Unión Astronómica Internacional decide dar su nombre a un cráter de la luna.  Publica artículos sobre materias dispares como pueden ser la geología, la prehistoria, la astronomía, la geografía, la biogeografía, la ecología, la filosofía, etc.
Con estudios de doctor en ciencias naturales, licenciado en ciencias físicas y licenciado en letras, cursó estudios de astronomía, fue miembro de la Comisión científica de las expediciones polares, de las Comisiones de glaciología e hidrología, presidente de la Comisión Internacional de morfología periglaciar y miembro del Comité de la carta de la Europa del Cuaternario. Maestro de conferencias en la Universidad de la Sorbona (París), fue fundador de la Revista de geomorfología dinámica.
Su formación académica la complementó participando en distintas expediciones científicas: expediciones polares francesas a Groenlandia (1947), representante del gobierno francés en las expediciones americanas al Antártico (1960-1961) y en otras expediciones al Sáhara (1959-1960), Brasil (1956), Guayana francesa (1957), Quebec (1957 y 1968 a 1975), California (1958), Alaska (1965), Turquestán y Siberia (1968), Yakutia (1970) y Hoggar (Argelia, 1977).
Fue miembro de la Academia leopoldina (Alemania), de la Academia de geografía de la República Argentina, corresponsal de las academias de Baviera y de Göttingen, doctor honoris causa  por la universidad de Lódz en 1961, laureado de la Academia francesa de ciencias en 1948 y premio Malouet de la Academia francesa de ciencias morales y políticas en 1946.
Como especialista en morfología periglaciar, presidió el Comité permanente de la Unión internacional para el estudio del cuaternario, la asociación internacional de planetología (1979) y la Sociedad francesa de geoquímica (1961).
André Cailleux fue miembro fundador de ACDS, acrónimo de sus iniciales, y nombre resumido de la Asociación para la Creación y Difusión Científica ("Scientifique" en francés). ACDS edita la revista DIRE (DIffusion et REcherche).
Su labor docente en las facultades de ciencias de París, Laval (Quebec), Río de Janeiro y Sherbrooke es reconocida por sus alumnos que alaban la paciencia y dedicación con la que conseguía despertar en ellos la pasión por la investigación.
Dominaba 7 idiomas, además de ser un estudioso de las lenguas clásicas.

## Reconocimientos
- En su memoria, la Asociación de Quebec para el estudio del Cuaternario otorga la medalla André Cailleux.
- Desde 1997 el cráter lunar Cailleux lleva este nombre en su honor.[3]